# Aeroportul Tubuai – Mataura
Aeroportul Tubuai – Mataura (IATA: TUB, ICAO: NTAT) este un aeroport din Franța ce deservește zona Tubuai⁠(d). Aeroportul a fost tranzitat în 2022 de 25.860 de pasageri. A fost deschis în 27 iunie 1972 și numit după zona deservită.
Situat la o altitudine de 5 m, aeroportul dispune de o singură pistă.